# 奥林匹亚宙斯神庙 (阿格里真托)

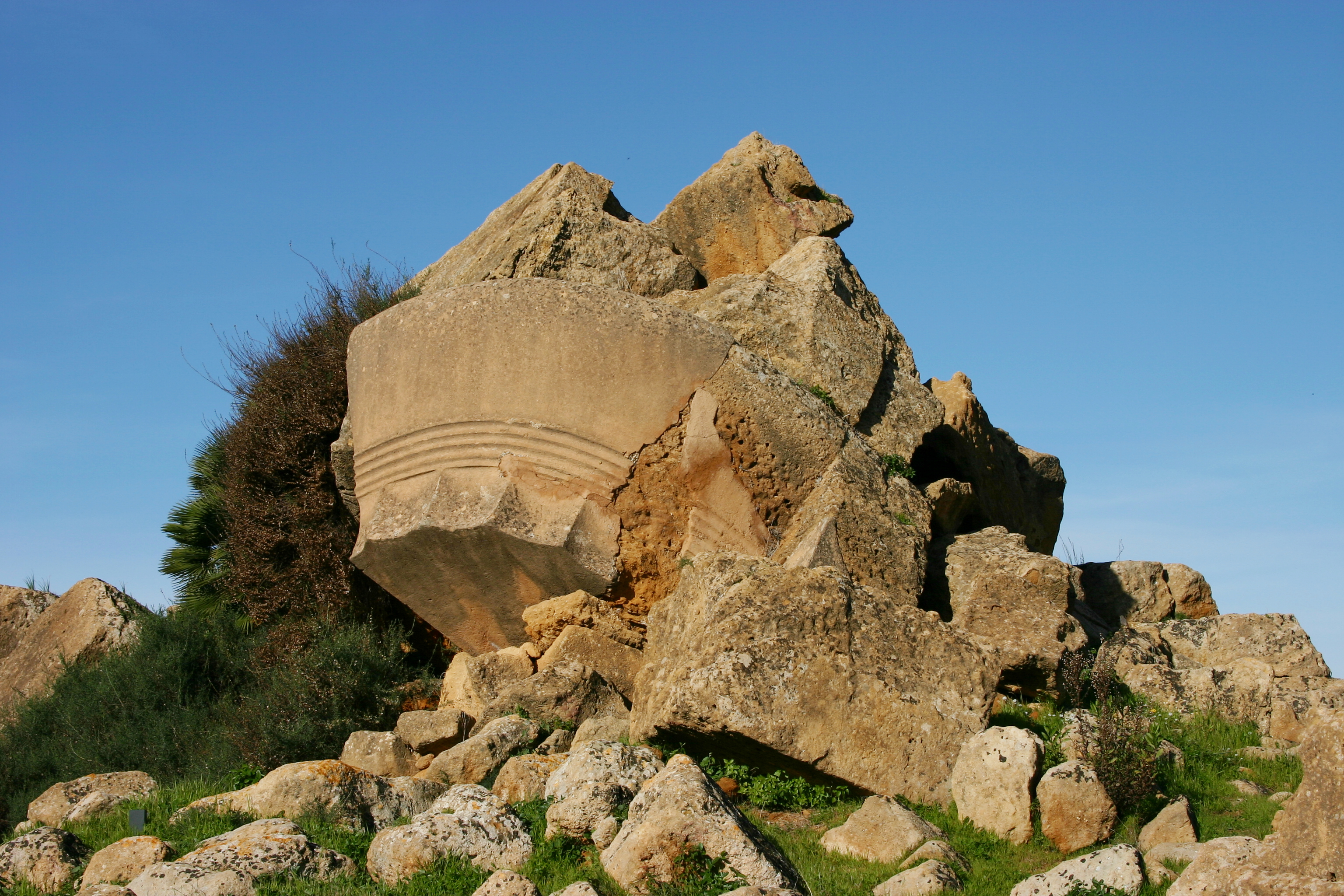
奥林匹亚宙斯神庙的柱头遗迹

奥林匹亚宙斯神庙（或奥林匹亚神庙，意大利语：Tempio di Giove Olimpico ）是有史以来最大的多立克式神庙，它现已沦为废墟，和许多其他神庙的废墟一同位于意大利西西里岛阿格里真托的神殿之谷中。

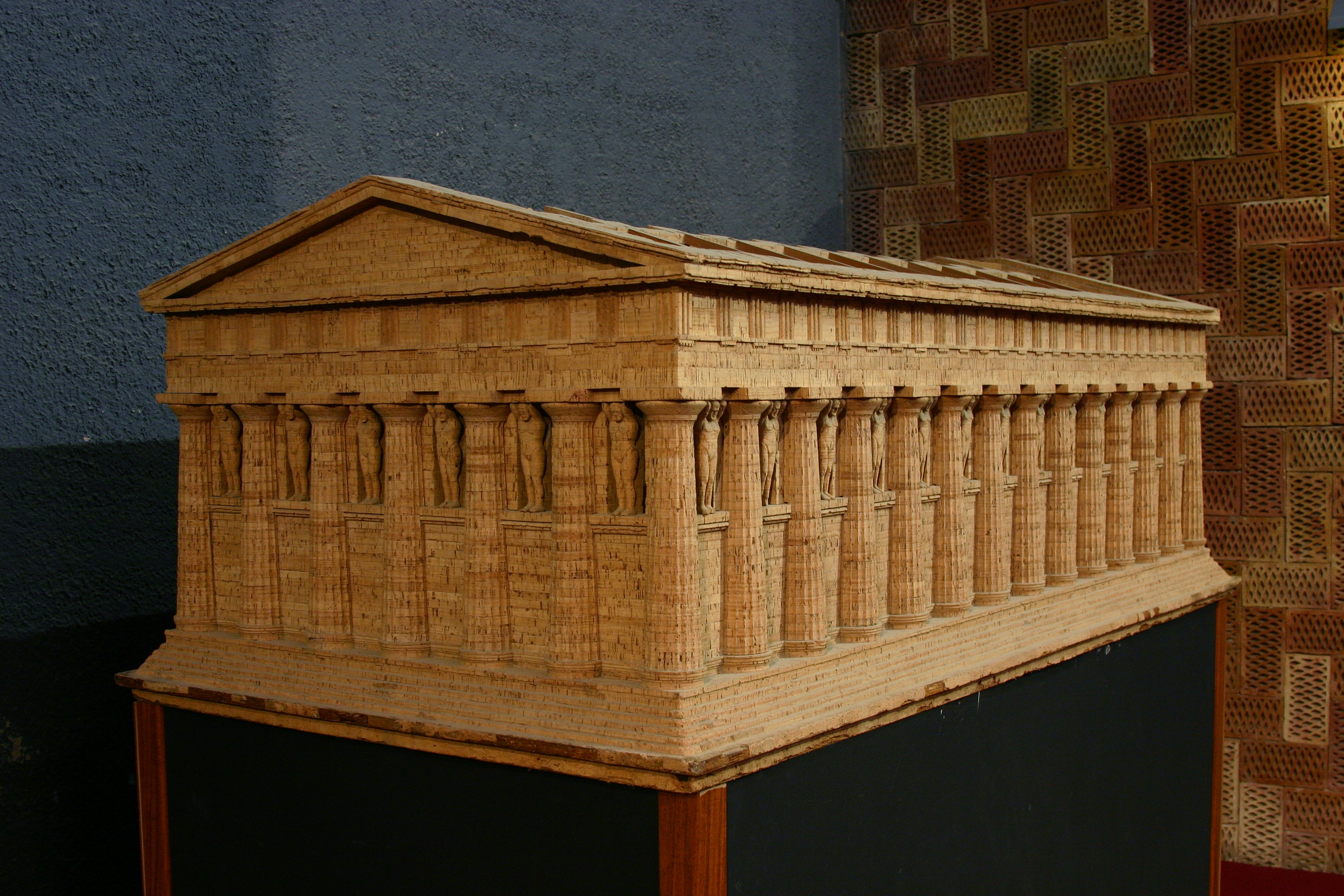
阿格里真托宙斯神庙复原模型

## 历史
关于该神庙的历史尚无定论，但它可能是为了纪念公元前480年的希梅拉战役而建造的，在这场战役中，希腊城邦阿克拉加斯（即阿格里真托）和叙拉古一起击败了哈米尔卡领导的迦太基人。根据历史学家西西里的狄奥多罗斯的说法，这座神庙是希腊人强迫迦太基奴隶（可能是被俘的迦太基士兵）建造的。古代文献中很少提及这座宏伟的神庙，希腊历史学家波利比乌斯在公元前2世纪对阿克拉加斯城的描述中简要提到了它，他写道“这座城市的神庙和柱廊非常宏伟，奥林匹亚宙斯神庙尚未完工，但它的规模和尺度整个希腊无可比拟”。
根据狄奥多罗斯的说法，迦太基人在公元前406年卷土重来，包围并打败了阿克拉加斯，因此它仍未来得及完成。而此时神庙的屋顶已经遗失了。这座神庙最终因地震而倒塌，并在18世纪被当地人当作石料采集地而广泛开采，这些石料为现代的阿格里真托和附近的恩佩多克莱港提供了许多建筑材料。今天，神庙只有一个基座幸存下来，上面堆满了倒塌的柱子和石块。

## 建筑描述
这座神庙的确切结构仍有待考证，它的台基长112.7米，宽56.3米，高约20米。整个神庙由许多小石块砌成，这导致考古学家难以确定它的实际规模。根据狄奥多罗斯的说法，柱子的凹槽处足可以容纳一个人；神庙的柱高在14.5米至19.2米之间。每根柱子都矗立在一个离地面约4.5米的五阶平台上。神庙的正面有七根半柱，侧面有十四根半柱，这是一种十分古老的形制，使得神庙正面没有办法和其他古希腊神庙一样在正面中央处设置作为入口的大门。
与当时的其他神庙不同，宙斯神庙的外柱没有构成独立的柱廊，而是依靠在连续的外墙上，以支撑其巨大的柱顶重量。在每根外柱之间的是巨大的男性人像，人像高约7.5米，以有胡子和没胡子的形象交替出现，它们全是裸体，背靠墙站立，双手伸过头顶，颇为壮观。

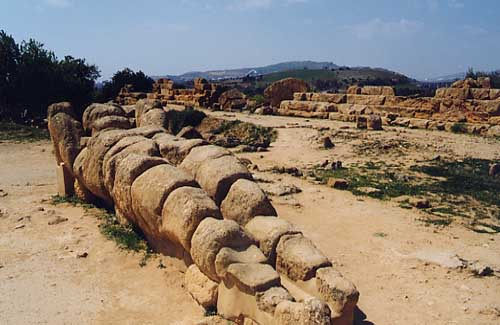
奥林匹亚宙斯神庙废墟上的巨型人像复制品。

巨型人像在神庙上的确切位置还有待考证，但普遍认为它们立在神庙上部的凹陷壁架处，并用双手支撑着神庙上部的重量。神庙附近的阿格里真托考古博物馆中竖立陈列着留存下来的一尊巨型人像，在神庙废墟的地面上躺着的是它的复制品。这尊遗留的巨型人像在两年多年间经历了很严重的风化，整个外表面目全非，两只脚也不见踪影，因而对它的原始外观的复原工作进展十分缓慢。

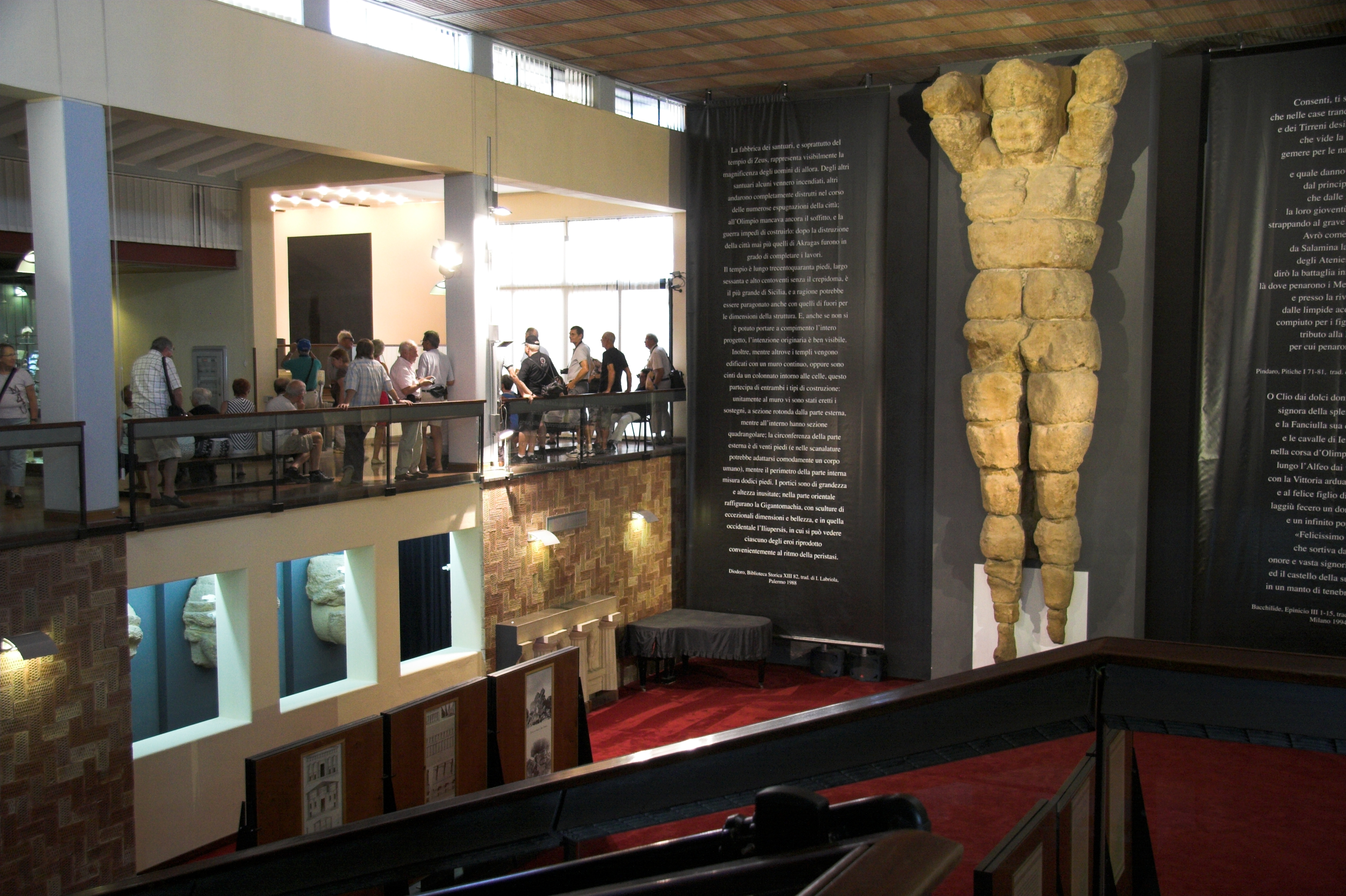
阿格里真托考古学博物馆中陈列的巨型人像真迹。

纵观整个古希腊的神庙，这些巨型人像的设计都是独一无二的。有人认为这些巨型人像的形象是被俘的迦太基人，也有观点认为是受到了古埃及的影响。宾夕法尼亚大学教授约瑟夫·里克沃特评论说，“神庙的庞大规模似乎证实了阿克拉加斯以奢华着称的氛围，那里的人们穷奢极欲，热爱炫耀。” 
神庙柱子之间是否存在开窗人们不得而知。神庙内殿的每条长边连接着十二根壁柱，这些壁柱包围着前殿和后殿。内殿的入口是一系列的大门，它的设计灵感来自腓尼基-迦太基建筑：它由一个巨大的三通道多柱大厅组成，中间则是露天的。尽管神庙的山墙上应当有完整的大理石群雕，但神庙的屋顶可能根本没有完工。根据支持狄奥多罗斯说法的人描述，神庙东山墙上展示了希腊人和癸干忒斯的战斗 ，而西山墙则描绘了特洛伊陷落的场景，这两组群雕再次象征着希腊人取得了伟大的胜利。在神庙东立面前侧保留有一处长54.50米，宽17.50米的巨型祭坛的基座。

## 其他相关
- 古希腊神庙列表
- 希腊罗马屋顶列表